# James Kwesi Appiah
James Kwesi Appiah (Kumasi, Ghana, 30 de junio de 1960), más conocido como Akwasi Appiah, es un exjugador y entrenador de fútbol ghanés. Actualmente dirige a la selección de Sudán.

## Carrera como jugador
Appiah nació el 30 de junio de 1960 en Kumasi. Asistió a la escuela Opoku Ware (OWASS) para su educación secundaria.Como lateral izquierdo, jugó en el Prestea Mine Stars entre 1982 y 1983,antes de unirse al Asante Kotoko, donde jugó para ellos entre 1983 y 1993.

## Carrera como entrenador
Entre 1992 y 1995, Appiah se desempeñó como asistente técnico de su antiguo club, Asante Kotoko, y colaboró en el staff de Malik Jabir. Posteriormente fue ascendido para desempeñar el cargo de entrenador desde 1995 a 1996.
Más tarde, formó parte del equipo técnico de Fred Osam-Duodu cuando se desempeñó como seleccionador de la selección de Ghana de 2000 a 2001.Unos años después, acompañó en el banquillo a Claude Le Roy y a Milovan Rajevac.
En abril de 2012, fue oficializado como entrenador de la selección de Ghana.Bajo su mandato, el seleccionado obtuvo la clasificación para el Mundial de Brasil 2014, lo que lo convirtió en el primer entrenador africano negro en llevar al país a la Copa del Mundo.Luego de quedar eliminados en la fase de grupos,dejó su cargo de mutuo acuerdo en septiembre de 2014.
En diciembre de 2014, Appiah fue confirmado como entrenador del Al Khartoum.Durante su primera temporada, llevó al equipo a un cuarto puesto y a la clasificación para la Copa Confederación de la CAF. La temporada siguiente, lideró al club a conseguir la mayor puntuación por temporada en la historia del club (65 puntos).
En abril de 2017, inició su segunda etapa como seleccionador de la selección de Ghana, en sustitución de Avram Grant.El 3 de enero de 2020, fue despedido de su cargo luego de que la Asociación de Fútbol de Ghana decidiera destituir a todos los entrenadores de sus selecciones nacionales.
En julio de 2021, fue nombrado entrenador de la Kenpong Football Academy.En septiembre de 2023, se convirtió en el técnico de la selección de Sudán y firmó un contrato por tres años.

## Clubes

### Como jugador
| Club             | País  | Año       |
| ---------------- | ----- | --------- |
| Asante Kotoko FC | Ghana | 1983-1993 |

### Como entrenador
| Club                      | País  | Año           |
| ------------------------- | ----- | ------------- |
| Selección sub-23 de Ghana | Ghana | 2011          |
| Selección de Ghana        | Ghana | 2012 - 2014   |
| Al Khartoum               | Sudán | 2014 - 2017   |
| Selección de Ghana        | Ghana | 2017 - 2020   |
| Kenpong Football Academy  | Ghana | 2021-2023     |
| Selección de Sudán        | Sudán | 2023-presente |

## Palmarés

### Como jugador

#### Torneos nacionales
| Título                | Club          | País  | Año     |
| --------------------- | ------------- | ----- | ------- |
| Liga Premier de Ghana | Asante Kotoko | Ghana | 1983    |
| Copa de Ghana         | Asante Kotoko | Ghana | 1984    |
| Liga Premier de Ghana | Asante Kotoko | Ghana | 1986    |
| Liga Premier de Ghana | Asante Kotoko | Ghana | 1987    |
| Liga Premier de Ghana | Asante Kotoko | Ghana | 1988-89 |
| Copa de Ghana         | Asante Kotoko | Ghana | 1989-90 |
| Liga Premier de Ghana | Asante Kotoko | Ghana | 1990-91 |
| Liga Premier de Ghana | Asante Kotoko | Ghana | 1991-92 |
| Liga Premier de Ghana | Asante Kotoko | Ghana | 1992-93 |

#### Torneos internacionales
| Título                            | Club               | País/Sede | Año  |
| --------------------------------- | ------------------ | --------- | ---- |
| Copa Africana de Naciones         | Selección de Ghana | Libia     | 1982 |
| Copa Africana de Clubes Campeones | Asante Kotoko      | Kumasi    | 1983 |

### Como entrenador

#### Torneos internacionales
| Título              | Club               | Sede   | Año  |
| ------------------- | ------------------ | ------ | ---- |
| Juegos Panafricanos | Selección de Ghana | Maputo | 2011 |